# Bistum Lodève

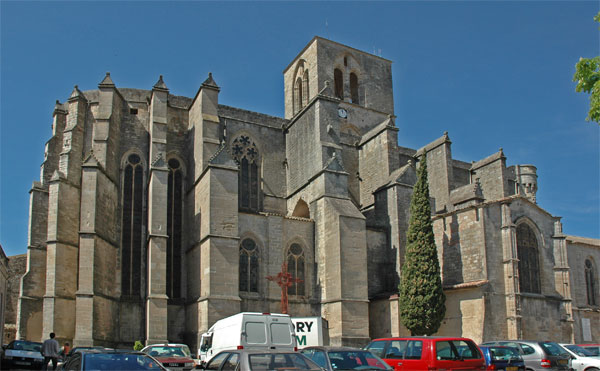
Die Kathedrale Saint-Fulcran in Lodève

Das Bistum Lodève (lat.: Dioecesis Lotevensis) war eine in Frankreich gelegene römisch-katholische Diözese mit Sitz in Lodève. 

## Geschichte
Das Bistum Lodève wurde im 5. Jahrhundert errichtet. Erster Bischof war Florus. Das Bistum Lodève war dem Erzbistum Narbonne als Suffraganbistum unterstellt. Es umfasste etwa 50 Pfarreien.
Am 29. November 1801 wurde das Bistum Lodève infolge des Konkordates von 1801 durch Papst Pius VII. mit der Päpstlichen Bulle Qui Christi Domini aufgelöst und das Territorium wurde dem Bistum Montpellier angegliedert.